# Rocks in the Head
Rocks in the Head es el octavo álbum de estudio del músico británico Roger Daltrey, publicado por la compañía discográfica Atlantic Records en 1992. El disco, el último de estudio hasta la fecha sin contar su colaboración con Wilko Johnson en Going Back Home, incluyó siete canciones compuestas entre Daltrey y Gerard McMahon. Aunque Rocks in the Head se convirtió en el segundo álbum consecutivo de Daltrey en no entrar en ninguna lista de discos más vendidos, el sencillo «Days of Light» alcanzó el puesto seis en la lista estadounidense Hot Mainstream Rock Tracks.

## Lista de canciones
| N.º | Título                                                           | Duración |  |
| 1.  | «Who's Gonna Walk on Water» (McMahon)                            | 4:45     |  |
| 2.  | «Before My Time Is Up» (Dave Katz, McMahon)                      | 5:05     |  |
| 3.  | «Times Changed» (Daltrey, McMahon)                               | 4:23     |  |
| 4.  | «You Can't Call It Love» (Daltrey, Ray, Ruffy)                   | 4:15     |  |
| 5.  | «Mirror Mirror» (McMahon)                                        | 4:46     |  |
| 6.  | «Perfect World» (McMahon)                                        | 3:56     |  |
| 7.  | «Love Is» (Byrd, Daltrey, Katz, McMahon)                         | 4:10     |  |
| 8.  | «Blues Man's Road» (Byrd, Daltrey, McMahon)                      | 4:05     |  |
| 9.  | «Everything a Heart Could Ever Want (Willow)» (Daltrey, McMahon) | 4:20     |  |
| 10. | «Days of Light» (Daltrey, McMahon)                               | 3:42     |  |
| 11. | «Unforgettable Opera» (Daltrey, McMahon)                         | 4:48     |  |

## Personal
- Roger Daltrey: voz, guitarra y armónica
- Emily Burridge: chelo
- Ricky Byrd: guitarra y coros
- Jamie Daltrey: coros
- Mark Egan: bajo
- Gregg Gerson: batería
- Don Henze: coros
- Pim Jones: guitarra acústica y guitarra slide
- David Katz: bajo, teclados y violín
- Robert Lamm: piano
- Jay Leonhart: contrabajo
- Jody Linscott: percusión
- Gerard McMahon: guitarra, teclados
- Billy Nicholls: coros
- Tommy Price: batería
- Dave Ruffy: batería
- Jenny Ruffy: coros
- Shaun Solomon: bajo
- Pat Sommers: coros
- John Van Eps: teclados y sinclavier
- Vinnie Zumm: guitarra acústica